# Heritage Bank Center
Heritage Bank Center is een overdekte arena in het centrum van Cincinnati, grenzend aan Great American Ball Park. De arena werd in september 1975 voltooid en kreeg de naam Riverfront Coliseum vanwege de ligging naast het Riverfront Stadium. In 1997 werd de faciliteit bekend als The Crown en in 1999 werd de naam opnieuw gewijzigd naar Firstar Center vernoemd naar sponsor Firstar Bank. In 2002, na de fusie van Firstar met US Bank, kreeg de arena dam US Bank Arena. Deze naam werd behouden tot 2019. 
De arena biedt plaats aan 17.556 mensen, waarmee het de derde grootste arena van de staat Ohio is. Verschillende sportteams speelden al in de arena. Sinds 2006 spelen de Cincinnati Cyclones er hun thuismatchen. Daarnaast traden al verschillende artiesten zoals Taylor Swift, Rihanna en Justin Bieber op in de arena. 